# Покладок, Андрей Ярославович
Андре́й Яросла́вович Покладо́к (укр. Андрій Ярославович Покладок; род. 21 июня 1971, Яворов) — украинский футболист, нападающий. Лучший бомбардир футбольного клуба «Карпаты» из города Львов в период проведения национального чемпионата Украины. Вошёл в символическую сборную «Карпат» периода независимой Украины.

## Биография
Андрей Покладок родился в небольшом городке Яворов Львовской области Украины.
Футболом стал заниматься довольно поздно, в 9-м или 10-м классе начал ходить в местную ДЮСШ. Затем поступил во Львовский институт физической культуры. Поначалу даже не попадал в сборную института, но затем резко прибавил и в 1989 году получил приглашение в клуб «Карпаты», но решил доучиться, и только по окончании института подписал контракт.
Первый сезон в профессиональной команде он провёл в 1992 году в клубе «Скала» (Стрый). Затем перешёл в «Карпаты». В первом же сезоне в команде он сыграл 21 матч и забил 5 голов, а его команда вышла в финал Кубка Украины, где уступила киевскому «Динамо». С сезона 1993/94 по 1995/96 Андрей Покладок становился лучшим бомбардиром «Карпат».
Сыграв в начале сезона 1997/98 за «Карпаты» 3 матча, он перешёл в донецкий «Металлург». В оставшихся матчах он забил 2 гола, а в следующем сезоне он с 5 забитыми мячами стал лучшим бомбардиром команды.
В сезоне 1999/2000 он вновь возвратился в «Карпаты» и отыграл там три года. В 2002 году Андрей Покладок отыграл один сезон в клубе «Полиграфтехника», которая в середине сезона сменила название на ПФК «Александрия». Там он забил 1 гол, а его команда отказалась от участия в следующем сезоне Высшей лиги. В 2003 году сезон отыграл в команде Первой лиги «Нива» из города Винница. Затем провёл 2 сезона во Второй лиге в клубе «Рава» из города Рава-Русская. В первом сезоне команда заняла первое место, но из-за недостатков финансов клуб отказался от повышения в классе.
В 2006 году Андрей Покладок завершил карьеру игрока, но ещё какое-то время выполнял роль играющего тренера в любительском клубе «Галичина» (Львов), затем занял пост главного тренера.

## Статистика
В чемпионате Украины:
| Сезон     | Клуб                     | Матчи | Голы |
| --------- | ------------------------ | ----- | ---- |
| 1992      | Скала (Стрый)            | 23    | 7    |
| 1992—1993 | Карпаты (Львов)          | 21    | 5    |
| 1992—1993 | Скала (Стрый)            | 8     | 0    |
| 1993—1994 | Карпаты (Львов)          | 31    | 12   |
| 1994—1995 | Карпаты (Львов)          | 26    | 8    |
| 1995—1996 | Карпаты (Львов)          | 24    | 13   |
| 1996—1997 | Карпаты (Львов)          | 25    | 7    |
| 1997—1998 | Карпаты (Львов)          | 3     | 0    |
|           | Металлург (Донецк)       | 12    | 2    |
| 1998—1999 | Металлург (Донецк)       | 21    | 5    |
| 1999—2000 | Карпаты (Львов)          | 29    | 5    |
| 2000—2001 | Карпаты (Львов)          | 22    | 4    |
| 2001—2002 | Карпаты (Львов)          | 5     | 0    |
| 2001—2002 | Прикарпатье              | 12    | 3    |
| 2002—2003 | Пол./Алек. (Александрия) | 21    | 1    |
| 2003—2004 | Нива (Винница)           | 26    | 4    |
| 2004—2005 | Рава (Рава-Русская)      | 20    | 6    |
| 2005—2006 | Рава (Рава-Русская)      | 23    | 5    |

## Достижения

### Командные
- Финалист Кубка Украины: 1993
- Победитель Второй лиги 2005

### Индивидуальные
- Лучший бомбардир ФК «Карпаты» (3): 1994, 1995, 1996
- Лучший бомбардир ФК «Металлург» (Донецк) 1999

## Факты
- В Высшей лиге Украины провёл 240 матчей, забил 62 гола.
- В Кубке Украины провел 47 матчей, забил 19 голов.
- Лучший бомбардир «Карпат» в Высшей лиге Украины.